# Debí Tirar más Fotos Tour
Debí Tirar Más Fotos World Tour será la sexta gira musical del cantante puertorriqueño Bad Bunny, fungiendo como promocional de su sexto álbum de estudio Debí tirar más fotos (2025). Promocionada por Live Nation, comenzará el 21 de noviembre de 2025 en Santo Domingo y concluirá el 22 de julio en Bruselas.
Inicialmente la gira contaba con 24 fechas en estadios alrededor del mundo, pero debido a la enorme demanda se ha extendido a más de 50 espectáculos con múltiples fechas por ciudad. Desde su anuncio la gira vendió más de 2.6 millones de entradas en menos de una semana, un récord histórico para cualquier artista latino.  Livenation compara su dominio en ventas de tickets con artistas de gira legendarios como Coldplay, Michael Jackson, Taylor Swift o The Rolling Stones.

## Antecedentes y desarrollo
Para promocionar su sexto álbum de estudio, Debí tirar más fotos, Bad Bunny anunció el 13 de enero del 2025 su primera residencia musical mediante un video, la cual se llevará a cabo exclusivamente en el Coliseo de Puerto Rico José Miguel Agrelot, un lugar emblemático para la industria del entretenimiento en vivo de San Juan, la capital de la isla. En dicho video el cantante indicó que "antes de que acabe el año, les voy a decir el día y la hora exacta en que los voy a ir a visitar", mencionando diversos países del mundo.
El 4 de mayo de 2025 comenzaron a aparecer en múltiples recintos internacionales las dos sillas monobloque similares a las de la portada del álbum, con lo cual se incentivaron rumores sobre el posible anuncio de una nueva gira. Al día siguiente, el nombre de la gira fue revelado junto con 24 fechas iniciales repartidas en varias ciudades de Latinoamérica y Europa, así también en Sídney, Australia y Tokio, Japón. Debí Tirar Más Fotos World Tour funge además como la segunda gira en estadios del cantante, después de que World's Hottest Tour se llevara a cabo a través del continente americano durante el 2022. Segundas fechas fueron añadidas días después por la alta demanda en Sídney, Barcelona, Lisboa, Düsseldorf, Arnhem, Londres, Nanterre y Milán, mientras que en Madrid se totalizaron diez conciertos.
En los mercados de Latinoamérica, se anunciaron segundas fechas en San José, São Paulo y Lima, dos recitales extra en Medellín, Santiago y Buenos Aires, y seis nuevas fechas en Ciudad de México.

## Recepción Comercial
Europa
En Francia, Italia, Polonia, Portugal y Suecia, Bad Bunny ahora ostenta el récord de mayor cantidad de entradas vendidas por un artista latino.
En España se vendieron más de 600,000 entradas para los 12 conciertos (10 en Madrid y 2 en Barcelona) en menos de 24 horas, más que cualquier otro artista en una sola gira en la historia del país. Sus ventas de entradas en España superaron la velocidad y el volumen del "Eras Tour" de Taylor Swift, que duró dos noches en el Estadio Santiago Bernabéu.
En Italia, más de 200 mil fanáticos se unieron a la fila virtual para su concierto del día 17 de Julio en el Ippodromo Snai La Maura, los cuales al agotarse en minutos, hicieron que se anunciara una segunda fecha el 18 de Julio.
En Polonia, Bad Bunny se convirtió en el primer artista latino en encabezar un show en un estadio del país.
En Alemania se presento un gran auge en la demanda del show en el Merkur Spiel-Arena, alcanzando colas de hasta 90 mil personas por lo que se tuvo que abrir una segunda fecha en el recinto.
En Reino Unido, Bad Bunny se convirtió en el artista latino con mayores ventas de tickets, rompiendo el récord previamente establecido por Karol G.
Resto del mundo
En Australia se convirtió en el primer y único artista latino en llenar un estadio, el ENGIE Stadium de Sydney, y se encamina a ser el artista latino con mayores ventas de tickets en la historia del país. Debido a la gran demanda tuvo que abrirse una segunda fecha.

## Fechas
| Fecha                   | Ciudad           | País                 | Recinto                         | Asistencia | Recaudación |
| ----------------------- | ---------------- | -------------------- | ------------------------------- | ---------- | ----------- |
| Latinoamérica           |                  |                      |                                 |            |             |
| 21 de noviembre de 2025 | Santo Domingo    | República Dominicana | Estadio Olímpico                | —          | —           |
| 22 de noviembre de 2025 | Santo Domingo    | República Dominicana | Estadio Olímpico                | —          | —           |
| 5 de diciembre de 2025  | San José         | Costa Rica           | Estadio Nacional                | —          | —           |
| 6 de diciembre de 2025  | San José         | Costa Rica           | Estadio Nacional                | —          | —           |
| 10 de diciembre de 2025 | Ciudad de México | México               | Estadio GNP Seguros             | —          | —           |
| 11 de diciembre de 2025 | Ciudad de México | México               | Estadio GNP Seguros             | —          | —           |
| 12 de diciembre de 2025 | Ciudad de México | México               | Estadio GNP Seguros             | —          | —           |
| 15 de diciembre de 2025 | Ciudad de México | México               | Estadio GNP Seguros             | —          | —           |
| 16 de diciembre de 2025 | Ciudad de México | México               | Estadio GNP Seguros             | —          | —           |
| 19 de diciembre de 2025 | Ciudad de México | México               | Estadio GNP Seguros             | —          | —           |
| 20 de diciembre de 2025 | Ciudad de México | México               | Estadio GNP Seguros             | —          | —           |
| 21 de diciembre de 2025 | Ciudad de México | México               | Estadio GNP Seguros             | —          | —           |
| 23 de enero de 2026     | Medellín         | Colombia             | Estadio Atanasio Girardot       | —          | —           |
| 24 de enero de 2026     | Medellín         | Colombia             | Estadio Atanasio Girardot       | —          | —           |
| 25 de enero de 2026     | Medellín         | Colombia             | Estadio Atanasio Girardot       | —          | —           |
| 30 de enero de 2026     | Lima             | Perú                 | Estadio Nacional                | —          | —           |
| 31 de enero de 2026     | Lima             | Perú                 | Estadio Nacional                | —          | —           |
| 5 de febrero de 2026    | Santiago         | Chile                | Estadio Nacional                | —          | —           |
| 6 de febrero de 2026    | Santiago         | Chile                | Estadio Nacional                | —          | —           |
| 7 de febrero de 2026    | Santiago         | Chile                | Estadio Nacional                | —          | —           |
| 13 de febrero de 2026   | Buenos Aires     | Argentina            | Estadio Mâs Monumental          | —          | —           |
| 14 de febrero de 2026   | Buenos Aires     | Argentina            | Estadio Mâs Monumental          | —          | —           |
| 15 de febrero de 2026   | Buenos Aires     | Argentina            | Estadio Mâs Monumental          | —          | —           |
| 20 de febrero de 2026   | São Paulo        | Brasil               | Allianz Parque                  | —          | —           |
| 21 de febrero de 2026   | São Paulo        | Brasil               | Allianz Parque                  | —          | —           |
| Oceanía                 |                  |                      |                                 |            |             |
| 28 de febrero de 2026   | Sídney           | Australia            | ENGIE Stadium                   | —          | —           |
| 1 de marzo de 2026      | Sídney           | Australia            | ENGIE Stadium                   | —          | —           |
| Asia                    |                  |                      |                                 |            |             |
| marzo de 2026           | Tokio            | Japón                | TBA                             | —          | —           |
| Europa                  |                  |                      |                                 |            |             |
| 22 de mayo de 2026      | Barcelona        | España               | Estadio Olímpico Lluís Companys | —          | —           |
| 23 de mayo de 2026      | Barcelona        | España               | Estadio Olímpico Lluís Companys | —          | —           |
| 26 de mayo de 2026      | Lisboa           | Portugal             | Estádio da Luz                  | —          | —           |
| 27 de mayo de 2026      | Lisboa           | Portugal             | Estádio da Luz                  | —          | —           |
| 30 de mayo de 2026      | Madrid           | España               | Riyadh Air Metropolitano        | —          | —           |
| 31 de mayo de 2026      | Madrid           | España               | Riyadh Air Metropolitano        | —          | —           |
| 2 de junio de 2026      | Madrid           | España               | Riyadh Air Metropolitano        | —          | —           |
| 3 de junio de 2026      | Madrid           | España               | Riyadh Air Metropolitano        | —          | —           |
| 6 de junio de 2026      | Madrid           | España               | Riyadh Air Metropolitano        | —          | —           |
| 7 de junio de 2026      | Madrid           | España               | Riyadh Air Metropolitano        | —          | —           |
| 10 de junio de 2026     | Madrid           | España               | Riyadh Air Metropolitano        | —          | —           |
| 11 de junio de 2026     | Madrid           | España               | Riyadh Air Metropolitano        | —          | —           |
| 14 de junio de 2026     | Madrid           | España               | Riyadh Air Metropolitano        | —          | —           |
| 15 de junio de 2026     | Madrid           | España               | Riyadh Air Metropolitano        | —          | —           |
| 20 de junio de 2026     | Düsseldorf       | Alemania             | Merkur Spiel-Arena              | —          | —           |
| 21 de junio de 2026     | Düsseldorf       | Alemania             | Merkur Spiel-Arena              | —          | —           |
| 23 de junio de 2026     | Arnhem           | Países Bajos         | Gelredome                       | —          | —           |
| 24 de junio de 2026     | Arnhem           | Países Bajos         | Gelredome                       | —          | —           |
| 27 de junio de 2026     | Londres          | Reino Unido          | Tottenham Hotspur Stadium       | —          | —           |
| 28 de junio de 2026     | Londres          | Reino Unido          | Tottenham Hotspur Stadium       | —          | —           |
| 1 de julio de 2026      | Marsella         | Francia              | Orange Vélodrome                | —          | —           |
| 4 de julio de 2026      | Nanterre         | Francia              | Paris La Défense Arena          | —          | —           |
| 5 de julio de 2026      | Nanterre         | Francia              | Paris La Défense Arena          | —          | —           |
| 10 de julio de 2026     | Solna            | Suecia               | Strawberry Arena                | —          | —           |
| 11 de julio de 2026     | Solna            | Suecia               | Strawberry Arena                | —          | —           |
| 14 de julio de 2026     | Varsovia         | Polonia              | PGE Narodowy                    | —          | —           |
| 17 de julio de 2026     | Milán            | Italia               | Ippodromo Snai La Maura         | —          | —           |
| 18 de julio de 2026     | Milán            | Italia               | Ippodromo Snai La Maura         | —          | —           |
| 22 de julio de 2026     | Bruselas         | Bélgica              | Estadio Rey Balduino            | —          | —           |